# Cefalù (cratera)
Cefalù é uma cratera marciana. Tem como característica 5.3 quilômetros de diâmetro. Deve o seu nome a Cefalù, uma pequena cidade na ilha de Sicília, na Itália.